# Комедијанти
„Комедијанти” је југословенска телевизијска серија снимљена 1984. године у продукцији ТВ Скопље.

## Епизоде
| Сезона | Епизода | Назив                  | Датум          |
| ------ | ------- | ---------------------- | -------------- |
| 1      | 1       | Јово покојникот        | 1. јула 1984.  |
| 1      | 2       | Љубовта на примадоната | 8. јула 1984.  |
| 1      | 3       | Тагата на трагичарот   | 15. јула 1984. |
| 1      | 4       | Маките на љубовникот   | 22. јула 1984. |
| 1      | 5       | Наивноста на наивката  | 29. јула 1984. |
| 1      | 6       | Триумфот на комичарот  | 5. јула 1984.  |

## Улоге
| Глумац                 | Улога                                       |
| ---------------------- | ------------------------------------------- |
| Душан Костовски        | Управникот (6 еп. 1984)                     |
| Снежана Стамеска       | Примадоната (6 еп. 1984)                    |
| Никола Коле Ангеловски | Комичарот (6 еп. 1984)                      |
| Благоја Чоревски       | Трагичарот (6 еп. 1984)                     |
| Мето Јовановски        | Љубовникот (6 еп. 1984)                     |
| Силвија Стојановска    | Наивката (6 еп. 1984)                       |
| Петре Прличко          | Суфлерот Јово (6 еп. 1984)                  |
| Киро Чортошев          | Газдата на кафаната (1 еп. 1984)            |
| Димитар Гешоски        | Татко на наивката (1 еп. 1984)              |
| Мустафа Јашар          | Ромео (1 еп. 1984)                          |
| Чедо Камџијаш          | Џандарот (1 еп. 1984)                       |
| Ђокица Лукаревски      | Поручникот (1 еп. 1984)                     |
| Илија Милчин           | Управникот на дрзавниот театар (1 еп. 1984) |
| Вукан Диневски         | Тома (1 еп. 1984)                           |
| Анче Џамбазова         | Кјерката на газдата (1 еп. 1984)            |
| Момир Христовски       | Газдата на кафаната (1 еп. 1984)            |
| Цветанка Јакимовска    | Мајката на наивката (1 еп. 1984)            |
| Александар Наумовски   | Келнерот (1 еп. 1984)                       |
| Мите Грозданов         | Џандарот (1 еп. 1984)                       |

 Остале улоге ▼
| Глумац                   | Улога                        |
| ------------------------ | ---------------------------- |
| Љиљана Лукић             | Жената на Тома (1 еп. 1984)  |
| Рубенс Муратовски        | Детето (1 еп. 1984)          |
| Кирил Ристоски           | Џандарот (1 еп. 1984)        |
| Гоце Тодоровски          | Џандарот (1 еп. 1984)        |
| Драги Крстевски          | Човекот (1 еп. 1984)         |
| Димитар Спасески         | Првиот селанец (1 еп. 1984)  |
| Владимир Дади Ангеловски | Вториот селанец (1 еп. 1984) |

Комплетна ТВ екипа ▼
| Редитељ              | Душко Наумовски    | (6 еп. 1984)            |
| Сценариста           | Петре Прличко      | (6 еп. 1984)            |
| Сценариста           | Аљоша Руси         | (6 еп. 1984)            |
| Композитор           | Љупчо Константинов | (6 еп. 1984)            |
| Директор фотографије | Перо Стојановски   | (6 еп. 1984)            |
| Монтажер             | Љупчо Гавревски    | (5 еп. 1984)            |
| Сценограф            | Никола Лазаревски  | (непознат број епизода) |
| Костимограф          | Рада Петрова       | (6 еп. 1984)            |